# Adejeania xanthopilosa
Adejeania xanthopilosa är en tvåvingeart som beskrevs av Guimaraes 1966. Adejeania xanthopilosa ingår i släktet Adejeania och familjen parasitflugor. Inga underarter finns listade i Catalogue of Life.